# Турла
Турла — посёлок в Таштагольском районе Кемеровской области. Входит в состав Спасского сельского поселения.

## История
Назван по наименованию протекающей рядом реки Турла. В переводе с шорского «Турла» означает «поперёк».
Во времена СССР относился к Коуринскому сельсовету Таштагольского горисполкома.
Отток жителей из посёлка начался в 70-е годы XX века.

## География
Посёлок находится неподалёку от места впадения реки Турла в Кондому.
Центральная часть населённого пункта расположена на высоте 405 метров над уровнем моря.

## Население
В 1900 году в посёлке проживало 25 жителей, в 1968 году — 78 жителей.
По данным Всероссийской переписи населения 2010 года, в посёлке Турла проживает 1 мужчина.